# Nurudea meitanensis
Nurudea meitanensis är en insektsart. Nurudea meitanensis ingår i släktet Nurudea och familjen långrörsbladlöss. Inga underarter finns listade i Catalogue of Life.